# Аверкин, Илья Ильич
Илья Ильич Аверкин — арбитр всесоюзной категории по футболу из Ленинграда.

## Достижения
18 июля 1938 года провёл первый матч в группе «А» в качестве главного арбитра между командами «Динамо» Киев и «Стахановец» Сталино (2:0).
С 12 мая 1941 года арбитр всесоюзной категории.
1 августа 1946 года обслуживал свой единственный международный товарищеский матч между сборной Ленинграда и белградским «Партизаном» (1:2), находившемся в турне по СССР.
В 1948 включался в десятку лучших судей СССР.
В 1952 году завершил карьеру судьи обслуживая матчи на Приз Всесоюзного комитета.
Обладатель судейского почётного знака (1956).

## Судейская статистика
главный судья
| Год   | Высшая лига СССР | Кубок СССР | Прочие |
| ----- | ---------------- | ---------- | ------ |
| 1938  | 3                | —          | —      |
| 1939  | 3                | 1          | —      |
| 1940  | 3                | —          | 1      |
| 1941  | 4                | —          | —      |
| 1946  | 7                | 3          | 2      |
| 1947  | 8                | —          | —      |
| 1948  | 9                | —          | —      |
| 1949  | 11               | —          | —      |
| 1950  | 14               | 1          | —      |
| 1951  | 5                | —          | 2      |
| 1952  | —                | —          | 2      |
| Итого | 67               | 5          | 7      |